# Premier Soccer League 2013-14
La PSL 2013/14 es la 18.ª edición de la Premier Soccer League, la máxima categoría del fútbol en Sudáfrica. La temporada inició el 2 de agosto de 2013 y finalizó el 10 de mayo de 2014. El club Mamelodi Sundowns de Pretoria se coronó campeón de liga por sexta vez en su historia.

## Equipos participantes
Los equipos Black Leopards y Chippa United descendidos a Primera División la temporada pasada, fueron reemplazados por los dos clubes ascendidos el Polokwane City y el Mpumalanga Black Aces.
| Pos. | Descendidos de PSL 2012/13       |
| ---- | -------------------------------- |
| 15º  | Chippa United                    |
| 16º  | Black Leopards (Ciudad del Cabo) |

| Pos | Ascendidos de la Primera División |
| --- | --------------------------------- |
| 1º  | Polokwane City                    |
| 2º  | Mpumalanga Black Aces             |

## Información de los equipos
| Equipo                      | Ciudad                | Estadio                   | Capacidad |
| --------------------------- | --------------------- | ------------------------- | --------- |
| Ajax Cape Town              | Cape Town             | Cape Town Stadium         | 55.000    |
| AmaZulu                     | Durban                | Moses Mabhida Stadium     | 54.000    |
| Bidvest Wits                | Johannesburg          | Bidvest Stadium           | 5.000     |
| Bloemfontein Celtic         | Bloemfontein          | Seisa Ramabodu Stadium    | 20.000    |
| Free State Stars            | Bethlehem, Free State | Charles Mopeli Stadium    | 35.000    |
| Golden Arrows               | Durban                | King Zwelithini Stadium   | 10.000    |
| Kaizer Chiefs               | Johannesburg          | FNB Stadium (Soccer City) | 94.700    |
| Mamelodi Sundowns           | Pretoria              | Loftus Versfeld Stadium   | 52.000    |
| Maritzburg United           | Pietermaritzburg      | Harry Gwala Stadium       | 10.700    |
| Moroka Swallows             | Johannesburg (Soweto) | Dobsonville Stadium       | 24.000    |
| Mpumalanga Black Aces       | Nelspruit             | Mbombela Stadium          | 40.900    |
| Orlando Pirates             | Johannesburg (Soweto) | Orlando Stadium           | 36.400    |
| Platinum Stars              | Rustenburg            | Royal Bafokeng Stadium    | 45.000    |
| Polokwane City              | Polokwane             | Peter Mokaba Stadium      | 41.733    |
| Supersport United           | Pretoria              | Lucas Moripe Stadium      | 28.900    |
| Pretoria University Tuks FC | Pretoria              | Tuks ABSA Stadium         | 8.000     |

## Clasificación final
| Pos | Equipo                    | PJ | PG | PE | PP | GF | GC | GA  | Pts |
| --- | ------------------------- | -- | -- | -- | -- | -- | -- | --- | --- |
| 1.  | Mamelodi Sundowns         | 30 | 20 | 5  | 5  | 51 | 25 | +26 | 65  |
| 2.  | Kaizer Chiefs             | 30 | 19 | 6  | 5  | 43 | 17 | +26 | 63  |
| 3.  | Wits University           | 30 | 16 | 8  | 6  | 34 | 20 | +14 | 56  |
| 4.  | Orlando Pirates           | 30 | 13 | 7  | 10 | 30 | 22 | +8  | 46  |
| 5.  | SuperSport United         | 30 | 12 | 8  | 10 | 38 | 36 | +2  | 44  |
| 6.  | Bloemfontein Celtic       | 30 | 10 | 13 | 7  | 35 | 32 | +3  | 43  |
| 7.  | Mpumalanga Black Aces (A) | 30 | 12 | 7  | 11 | 34 | 33 | +1  | 43  |
| 8.  | Platinum Stars            | 30 | 11 | 9  | 10 | 32 | 32 | +0  | 42  |
| 9.  | AmaZulu                   | 30 | 11 | 9  | 10 | 27 | 35 | -8  | 42  |
| 10. | Maritzburg United         | 30 | 10 | 8  | 12 | 34 | 37 | -3  | 38  |
| 11. | University of Pretoria    | 30 | 10 | 5  | 15 | 25 | 28 | -3  | 35  |
| 12. | Ajax Cape Town            | 30 | 9  | 8  | 13 | 27 | 36 | -9  | 35  |
| 13. | Moroka Swallows           | 30 | 8  | 7  | 15 | 29 | 39 | -10 | 31  |
| 14. | Free State Stars          | 30 | 7  | 8  | 15 | 32 | 43 | -11 | 29  |
| 15. | Polokwane City (A)        | 30 | 7  | 7  | 16 | 31 | 43 | -12 | 28  |
| 16. | Golden Arrows             | 30 | 6  | 3  | 21 | 26 | 50 | -24 | 21  |

(A) : Ascendido la temporada anterior.
|  | Campeón y clasificado a la Liga de Campeones de la CAF 2015. |
|  | Clasificado a la Liga de Campeones de la CAF 2015.           |
|  | Clasificado a la Copa Confederación de la CAF 2015.          |
|  | Juega la serie de promoción.                                 |
|  | Descenso directo a la Primera División.                      |

## Torneo Playoff
- Chippa United campeón de la Primera División de Sudáfrica 2013-14 asciende directamente a la Premier Soccer League 2014/15, mientras el segundo y tercer clasificado Black Leopards y Milano United respectivamente disputan Playoffs por un cupo en la máxima categoría con el Polokwane City clasificado 15° en la PSL.

| Pos | Equipo         | PJ | PG | PE | PP | GF | GC | GA | Pts |
| --- | -------------- | -- | -- | -- | -- | -- | -- | -- | --- |
| 1.  | Polokwane City | 4  | 3  | 1  | 0  | 5  | 1  | +4 | 10  |
| 2.  | Black Leopards | 4  | 2  | 0  | 2  | 4  | 4  | 0  | 6   |
| 3.  | Milano United  | 4  | 0  | 1  | 3  | 1  | 5  | -4 | 1   |

- Polokwane City se mantiene en la máxima categoría.

## Goleadores
| Posic. | Jugador                  | Club                   | Goles |
| ------ | ------------------------ | ---------------------- | ----- |
| 1.     | Bernard Parker           | Kaizer Chiefs          | 10    |
| 2.     | Robert Ng'ambi           | Platinum Stars         | 9     |
| 3.     | Edward Manqele           | Moroka Swallows        | 8     |
| -      | Knowledge Musona         | Kaizer Chiefs          | 8     |
| -      | Sibusiso Vilakazi        | Bidvest Wits           | 8     |
| -      | Frank Mhango             | Bloemfontein Celtic    | 8     |
| 7.     | Atusaye Nyondo           | University of Pretoria | 7     |
| -      | Katlego Evidence Mashego | Mamelodi Sundowns      | 7     |

Fuente: Premier Soccer League 